# ザ・ロイヤル・テネンバウムズ
『ザ・ロイヤル・テネンバウムズ』（英: The Royal Tenenbaums）は、2001年製作のアメリカ映画である。ウェス・アンダーソン監督・脚本・製作。出演しているオーウェン・ウィルソンが共同で脚本・製作をこなした。ウェス・アンダーソンの作品で日本公開された初めての作品。

## ストーリー
テネンバウム家の3人の子供たちは、長男はビジネスマンとして、長女は作家として、次男はテニス・プレイヤーとして10代のうちに成功し、天才児と呼ばれていた。しかし父親のロイヤルの自分勝手な性格が原因で彼等はそれぞれ問題を抱える大人へと成長して行った。２０年後、家族が離散した中、妻のエセルが会計士に求婚されたことがきっかけでロイヤルは死期が近いと嘘をつき一家が再び一緒に暮らすこととなる。

## キャスト
※括弧内は日本語吹替。
- ロイヤル・テネンバウム - ジーン・ハックマン（石田太郎）： 元著名な弁護士。デリカシーが無く自分勝手な性格が災いして家庭崩壊を招いている。子供が幼いころに妻のエセルに愛想をつかされて離婚。その後長男のチャスに資産を横領された事を訴えられ弁護士資格を剝奪されて破産している。
- エセル・テネンバウム - アンジェリカ・ヒューストン（谷育子）： ロイヤルの妻で考古学者。ほとんど無口でおとなしい性格。ロイヤルとの離婚後何人もの著名人が求婚を申し出たが悉く断っている。
- チャス・テネンバウム - ベン・スティラー（堀内賢雄）： 長男。幼くして株式投資で成功した天才児。しかし資産の大半をロイヤルに横領された上に一緒に遊んだ時にゴム弾をわざと撃たれたことを根に持ち、ロイヤルを一番嫌悪している。1年前に妻を飛行機事故で亡くしてた事で危機管理に敏感になっている。
- マーゴ・テネンバウム - グウィネス・パルトロー（五十嵐麗）： 長女。養女。ロイヤルは養女であることを隠さず周囲に言いふらしていたことで心を病んでいる。劇作家として名を馳せている。
- リッチー・テネンバウム - ルーク・ウィルソン（山路和弘）： 次男。元プロテニス選手。ロイヤルから一番可愛がられて育ち一番父親想い。マーゴに幼いころから思いを寄せているがラレイと結婚したことで失恋しテニス選手を引退する。
- イーライ・キャッシュ - オーウェン・ウィルソン（平田広明）： リッチーの幼なじみ。現在は人気作家。
- ヘンリー・シャーマン - ダニー・グローヴァー（坂口芳貞）： 会計士。エセルに求婚。
- ラレイ・シンクレア - ビル・マーレイ（佐々木梅治）： マーゴの現在の夫。精神学者。
- ダスティ - シーモア・カッセル（平野稔）： ロイヤルの常宿となっているホテルの従業員。
- パゴダ - クマール・パラーナ（益富信孝）： テネンバウム家の召使。
- ナレーション - アレック・ボールドウィン（磯部勉）

その他の声の吹き替え
小山力也、福田信昭、猪野学、水野龍司、城山堅、小山武宏、諸角憲一、宝亀克寿、土田大、西田絵里、三宅健太、多緒都、稲垣謙介、渡辺悠、清水理沙、田谷隼、小野賢章

## 主な使用楽曲
- 「青春の日々」（ニコ）
- 「ウィグワム」（ボブ・ディラン）
- 「ポリスとコソ泥」（ザ・クラッシュ）
- 「フライ」（ニック・ドレイク）
- 「ステファニー・セッズ」（ヴェルヴェット・アンダーグラウンド）
- 「美しい季節」（ニコ）
- 「僕とフリオと校庭で」（ポール・サイモン）